# The Passing of Joe Mary
The Passing of Joe Mary è un cortometraggio muto del 1913 diretto e interpretato da Robert Thornby

## Produzione
Il film fu prodotto dalla Vitagraph Company of America.

## Distribuzione
Distribuito dalla General Film Company, il film - un cortometraggio in una bobina - uscì nelle sale cinematografiche statunitensi il 1º settembre 1913